# 南投縣鄉道列表 (1983年)
南投縣鄉道列表列出南投縣1983年至2016年1月的鄉道基本資料，主線及支線共計107條。（2010年資料）
| 編號     | 路線名稱             | 起點行政區           | 實際起點                          | 起點連接道路  | 終點行政區           | 實際終點                       | 終點連接道路                  | 里程   | 備註         |
| -------- | -------------------- | -------------------- | --------------------------------- | ------------- | -------------------- | ------------------------------ | ----------------------------- | ------ | ------------ |
| 投1線    | 一東寮～新庄           | 草屯鎮新豐里         | 防汎路/溪南路口                   | 投92線        | 草屯鎮新里           | 新庄一路/芬草路二段口            | 草屯鎮市區道路 （台14線舊線） | 2.67   |              |
| 投2線    | 下番仔田～牛屎崎     | 草屯鎮新豐里         | 稻香路/防汎路                     | 投1線         | 草屯鎮新豐里         | 稻香路/中正路                  | 台3甲線                       | 2.125  |              |
| 投3線    | 頂茄荖～新           | 草屯鎮加老里         | 芬草路三段350巷/芬草路三段        | 台14線        | 草屯鎮新里           | 新庄二路/芬草路二段            | 台14線舊線                    | 2.318  |              |
| 投4線    | 頂茄荖～新           | 草屯鎮加老里         | 石川路/芬草路三段                 | 台14線        | 草屯鎮新里           | 芬草路三段/史館路              | 投9線                         | 3.96   |              |
| 投6線    | 北投新街～下雙冬     | 草屯鎮北投里         | 北投路/史館路                     | 投9線         | 草屯鎮雙冬里         | 中正路/平峰路                  | 台14線                        | 14.103 | [ 1 ] [ 2 ]  |
| 投7線    | 番仔田～新庄           | 草屯鎮新豐里         | 日新街/稻香路                     | 投2線         | 草屯鎮新里           | 日新街/芬草路二段              | 台14線舊線                    | 1.16   |              |
| 投8線    | 牛屎崎～雙叉港       | 草屯鎮御史里         | 登輝路/中正路                     | 台3甲線       | 草屯鎮御史里         | 登輝路/玉屏路                  | 投6線                         | 1.713  |              |
| 投9線    | 新庄～頭前厝           | 草屯鎮新里           | 史館路/芬草路二段                 | 台14線舊線    | 草屯鎮上林里         | 溝墘巷/草溪路                  | 台3線                         | 4.710  |              |
| 投10線   | 雙叉港～土城         | 草屯鎮御史里         | 中和路/玉屏路                     | 投6線         | 草屯鎮土城           | 中正路/中正路                  | 台14線                        | 4.483  |              |
| 投11線   | 阿法庄～營盤口         | 草屯鎮碧州里         | 富貴巷/草溪路                     | 台3線         | 南投市營南里         | 營盤路/中華路                  | 台3甲線                       | 1.66   | [ 3 ]        |
| 投13線   | 內轆～統櫃           | 南投市光明里           | 光明路/中正路                     | 台14乙線      | 南投市東山           | 大埤街/東山路                  | 投22線舊線                    | 2.613  |              |
| 投14線   | 富寮～坪頂           | 草屯鎮富寮里         | 富頂路一段/中正路                 | 台14線        | 草屯鎮坪頂里         | 股坑巷/南坪路                  | 投17線                        | 6.500  |              |
| 投15線   | 營盤口～內轆         | 南投市營南里         | 東閔路/中華路                     | 台3甲線       | 南投市內興里         | 東閔路/中興路/南營路           | 台14乙線                      | 2.437  | [ 1 ]        |
| 投16線   | 中興國中～大埤       | 南投市內興里         | 新興路/中興路                     | 台14乙線      | 南投市內興里         | 新興路/大埤街                  | 投13線                        | 1.583  |              |
| 投17線   | 頂崁仔～中寮市區     | 草屯鎮中原里         | 坪腳巷/中和路                     | 投10線        | 中寮鄉永平村         | 鄉林巷/永安街                  | 139線                         | 21.000 |              |
| 投17-1線 | 雙坑口～外城         | 中寮鄉爽文村         | 大城巷/鄉林巷                     | 投17線        | 中寮鄉廣福村         | 內城巷/鄉林巷                  | 投17線                        | 4.392  |              |
| 投18線   | 凹禍寮～小半山       | 南投市鳳山里         | 鳳山路/八卦路                     | 139線         | 南投市福興里         | 鳳山路/彰南路三段              | 台14丁線                      | 3.225  |              |
| 投19線   | 露營區～平林橋       | 草屯鎮平林里         | 九九峰露營區門口（本線起點）      | 健行路北端    | 草屯鎮土城           | 平林橋南端/中正路              | 投6線                         | 2.050  |              |
| 投20線   | 平林～十股           | 草屯鎮平林里         | 平學路/健行路                     | 投19線        | 草屯鎮平林里         | 平學路/平峰路                  | 台14線                        | 2.700  |              |
| 投22線   | 軍功寮～龍鳳瀑布     | 南投市軍功里         | 東山路/中興路                     | 台14乙線      | 中寮鄉清水村         | 濯林巷（本線終點）             | 農投中55號農路                | 14.15  |              |
| 投22-1線 | 統櫃～分水寮         | 南投市東山           | 東山路/永南路                     | 投22線舊線    | 中寮鄉永和村         | 東山路/龍南路                  | 投22線                        | 4.088  |              |
| 投24線   | 大庄～山仔腳           | 名間鄉大村           | 新大巷/南田路                     | 150線舊線     | 名間鄉萬丹村         | 名間鄉第六公墓入口（本線終點） | 公墓道路                      | 6.10   |              |
| 投25線   | 縣政府～名間市區     | 南投市三和里         | 府南二路/中興路                   | 台14乙線      | 名間鄉中山村         | 山腳巷/彰南路                  | 台3線                         | 8.860  |              |
| 投25-1線 | 千秋斗～甲頭埔       | 南投市千秋里         | 千秋路/千秋路217巷                | 投25線        | 中寮鄉義和村         | 千義橋北端/永平路              | 139線                         | 1.565  |              |
| 投26線   | 八仙～炭寮           | 中寮鄉八仙村         | 永平路/八仙二號橋西端             | 139線         | 中寮鄉和興村         | 炭寮一號橋南端（本線終點）     | 龍南產業道路                  | 8.2    |              |
| 投26-1線 | 福盛～粗坑           | 中寮鄉福盛村         | 福山巷/永樂路                     | 投26線        | 中寮鄉福盛村         | 粗坑橋北端                     | 農投中90號農路                | 2.421  |              |
| 投27線   | 崁頂～水里市區         | 中寮鄉崁頂村         | 永平路/中集路                     | 139線         | 水里鄉中央村         | 中山路二段/中正路/名水路一段   | 台16線131線                   | 20.403 | [ 5 ]        |
| 投28線   | 大庄～新街             | 名間鄉大村           | 仁和巷/南田路                     | 投24線        | 名間鄉新街村         | 新厝路/彰南路                  | 台3線                         | 4.507  |              |
| 投29線   | 赤水～蓮蕉           | 名間鄉竹圍村         | 竹圍巷/出林虎路一段               | 投36線        | 名間鄉大村           | 蓮蕉巷/南田路                  | 150線                         | 7.045  |              |
| 投30線   | 橫山～虎子坑         | 南投市永興里         | 八卦路/八卦路                     | 139乙線       | 名間鄉東湖村         | 虎坑巷/彰南路                  | 台3線                         | 9.762  |              |
| 投30-1線 | 廈新厝～二重埔       | 名間鄉新光村         | 大廈巷/新厝路                     | 投31線        | 名間鄉新光村         | 大廈巷/名山路                  | 投36線                        | 1.37   |              |
| 投31線   | 新街～松柏嶺         | 名間鄉新街村         | 新厝路/田仔巷                     | 投28線        | 名間鄉松柏村         | 新厝路/名松路一段              | 139乙線                       | 6.677  |              |
| 投32線   | 錦梓～大庄             | 名間鄉廍下村         | 大岩巷/皮子寮巷                   | 139乙線       | 名間鄉廍下村         | 大岩巷/南田路                  | 150線                         | 2.092  |              |
| 投33線   | 廍下～名崗國小       | 名間鄉廍下村         | （無路名）/大岩巷                 | 投32線        | 名間鄉大坑村         | （無路名）/藍口巷              | 投34線                        | 0.52   |              |
| 投34線   | 皮子寮～十字路       | 名間鄉赤水村         | 藍口巷/皮子寮巷                   | 139乙線       | 名間鄉新光村         | 武東巷/新厝路/名山路二段       | 投31線投36線                  | 5.09   |              |
| 投35線   | 中庄～彰投縣界         | 名間鄉三崙村         | 中庄巷/口寮巷                       | 投40線        | 名間鄉松山村         | 豐柏路                         | 彰190線                       | 3.75   | [ 6 ]        |
| 投36線   | 赤水～中山           | 名間鄉赤水村         | 出林虎路二段/南田路               | 150線 139乙線 | 名間鄉中山村         | 名山路一段/名松路一段          | 139乙線                       | 7.06   |              |
| 投37線   | 新厝～崁頂           | 名間鄉新厝村         | （無路名）/出林虎路一段           | 投36線        | 名間鄉炭寮村         | 崁頂巷/炭寮巷                  | 投42線                        | 4.06   |              |
| 投39線   | 新街～坑口           | 名間鄉新街村         | 客庄巷/彰南路                       | 台3線         | 名間鄉仁和村         | 坑內巷（本線終點）             | 農投名8號農路                 | 3.323  |              |
| 投39-1線 | 大老巷～虎仔坑       | 名間鄉東湖村         | 大老巷/大老巷                     | 投39線        | 名間鄉東湖村         | 大老巷/彰南路                  | 台3線                         | 1.052  |              |
| 投40線   | 口寮～出林虎         | 名間鄉三崙村         | 口寮巷/名松路二段                 | 139乙線       | 名間鄉竹圍村         | 內寮巷/出林虎路一段            | 投36線                        | 2.895  |              |
| 投41線   | 中埔～湳子埔         | 名間鄉埔中村         | 埔中巷/埔中巷                     | 投42線        | 名間鄉中山村         | 下埔巷/名松路一段              | 139乙線                       | 4.881  |              |
| 投42線   | 松柏嶺～名間市區     | 名間鄉松山村         | 埔中巷/名松路二段                 | 139乙線       | 名間鄉中正村         | 董門巷/彰南路                  | 台3線                         | 9.160  |              |
| 投43線   | 社寮～後溝坑         | 竹山鎮社寮里         | 頂埔巷/集山路一段                 | 台3丙線       | 竹山鎮社寮里         | 頂埔巷（本線終點）             | 頂埔巷，竹山鎮一般道路        | 1.083  | [ 7 ]        |
| 投44線   | 清水尾～東新民       | 名間鄉新民村         | 新民巷/員集路                     | 152線         | 名間鄉新民村         | 新民巷/南雲路                  | 台3線                         | 2.561  |              |
| 投45線   | 下坪～桂林里         | 竹山鎮下坪里         | 下坪路/濁水溪堤防道路（本線起點） | 下坪路北端    | 竹山鎮桂林里         | 中正巷/中山路                  | 投48線                        | 5.921  |              |
| 投46線   | 下坪～延平           | 竹山鎮下坪里         | 公正巷/下坪路                     | 投45線        | 竹山鎮延平里         | 延正路/集山路二段              | 台3線                         | 4.548  |              |
| 投46-1線 | 坪頂～延平           | 竹山鎮延正里         | 延正路/公正巷                     | 投46線        | 竹山鎮延平里         | 集山路二段994巷/集山路二段     | 台3線                         | 2.541  |              |
| 投47線   | 冷水坑～車店仔       | 竹山鎮中和里         | 前山路三段/中和路                 | 投48線        | 竹山鎮德興里         | 民生巷/鯉南路                  | 149線                         | 3.833  |              |
| 投47-1線 | 和溪厝～竹山市區     | 竹山鎮中和里         | 前山路二段/中和路                 | 投47線        | 竹山鎮竹圍里/雲林里  | 前山路二段/大明路              | 台3線                         | 2.547  |              |
| 投48線   | 冷水坑～桂林里       | 竹山鎮中和里         | 中和路/前山路三段                 | 投47線        | 竹山鎮桂林里         | 中山路/中正巷                  | 投45線                        | 6.366  |              |
| 投49線   | 竹山市區～龍鳳峽     | 竹山鎮中山里           | 頂林路/鯉南路                     | 149線舊線     | 竹山鎮大鞍里         | 安山路/溪山路                  | 投95線                        | 26.8   |              |
| 投49-1線 | 嶺腳～復興寮         | 竹山鎮田子里         | 頂林路/頂林路                     | 投49線        | 竹山鎮大鞍里         | 頂林路/頂林路                  | 投49線                        | 8.045  |              |
| 投50線   | 過坑仔～圳頭坑       | 竹山鎮延和里         | 鹿山路/集山路三段                 | 台3線         | 竹山鎮延祥里         | 瑞竹巷/集山路三段              | 台3線                         | 1.795  |              |
| 投51線   | 過橋仔～抄封         | 竹山鎮福興里         | 田東路/鯉南路                     | 149線         | 竹山鎮秀林里         | 東正路/頂林路                  | 投49線                        | 12.092 |              |
| 投52線   | 瑞竹～一光山風景區   | 竹山鎮坪頂里         | 坪頂路/鯉南路                     | 149線         | 竹山鎮坪頂里         | 樟崙農路（本線終點）           | 樟崙農路往一光山              | 6.660  |              |
| 投53線   | 過溪～木瓜潭         | 竹山鎮福興里         | 鯉行路/鯉南路                     | 149線         | 竹山鎮坪頂里         | 鯉行路/鯉南路                  | 149線                         | 8.486  |              |
| 投54線   | 瑞竹～民眾坪         | 竹山鎮瑞竹里         | 林頂巷/鯉南路                     | 149線         | 竹山鎮大鞍里         | 大鞍路/安山路                  | 投49線                        | 36.900 |              |
| 投55線   | 延平～有水坑         | 竹山鎮延平里         | 延山路/東鄉路                     | 151線         | 鹿谷鄉內湖村         | 愛鄉路/興產路                  | 151線                         | 18.500 |              |
| 投55-1線 | 頂城～小半天         | 鹿谷鄉鳳凰村         | 仁義路/鳳園路                     | 投56線        | 鹿谷鄉竹林村         | 光復路/愛鄉路                  | 投55線                        | 6.5    |              |
| 投55-2線 | 內湖～內樹皮         | 鹿谷鄉內湖村         | 和雅路/興產路                     | 151線         | 鹿谷鄉和雅村         | 和雅路/愛鄉路                  | 投55線                        | 2.013  |              |
| 投56線   | 鹿谷市區～愛國村     | 鹿谷鄉鹿谷村         | 仁義路/鹿彰路                     | 151線         | 信義鄉愛國村         | 隆田產業道路/明德街            | 投59線                        | 24.05  |              |
| 投57線   | 林頂～小旗子         | 竹山鎮瑞竹里         | （無名道路）/林頂巷               | 投54線        | 竹山鎮桶頭里         | 小旗巷（本線終點）             | 小旗巷，續行可銜接149線       | 4.190  | [ 8 ]        |
| 投58線   | 玉峰～永興           | 水里鄉玉峰村           | 玉興產業道路/仁愛路               | 131線         | 水里鄉永興村           | 玉興產業道路/林朋巷            | 投61線                        | 4.7    | [ 9 ]        |
| 投59線   | 信義市區～土場       | 信義鄉明德村         | 明德街/玉山路                     | 台21線        | 信義鄉望美村         | 信和產業道路/玉山路            | 台21線                        | 22.107 |              |
| 投60線   | 和社～東埔溫泉       | 信義鄉東埔村         | 東埔道路/玉山路                   | 台21線        | 信義鄉東埔村         | 東埔道路（本線終點）           | 八通關古道入口                | 8.300  |              |
| 投61線   | 永豐～惡狼           | 水里鄉南光村           | 永豐巷/中山路                     | 台16線        | 水里鄉興隆村         | 惡狼產業道路（本線終點）       | 惡狼產業道路                  | 9.600  |              |
| 投61-1線 | 竹子腳～草林         | 水鄉興隆村           | 永隆路/林朋巷                     | 投61線        | 水里鄉興隆村         | 永隆路（本線終點）             | 永隆路                        | 3.200  |              |
| 投62線   | 頭社～武登村         | 魚池鄉頭社村         | 頭社國小（本線起點）              | 平和巷        | 魚池鄉武登村         | 協力巷/集里路                  | 台21線                        | 4.293  |              |
| 投63線   | 德化社～地利村       | 魚池鄉日月村         | （無路名）/中正路                 | 台21甲線      | 信義鄉地利村         | 和平巷/丹大林道                | 台16線                        | 11.547 |              |
| 投64線   | 五城～桃米坑         | 魚池鄉五城村         | 華龍巷/五城巷                     | 131線         | 埔里鎮桃米里         | 桃米巷/桃南路                  | 台21線                        | 12.188 |              |
| 投65線   | 埔里市區～新城       | 埔里鎮同聲里、南門里 | 民生路、中山路二段、南盛街口      | 台14線舊線    | 魚池鄉新城村         | 香茶巷/大雁巷                  | 台21線                        | 12.577 | [ 10 ]       |
| 投66線   | 華龍橋～貓欗         | 魚池鄉五城村         | （無名道路）、華龍巷口            | 投64線        | 魚池鄉中明村         | 文正巷、文化巷口               | 台21線                        | 8.450  | [ 11 ]       |
| 投66-1線 | 山楂腳～湖桶         | 魚池鄉大雁村         | 大雁巷、山楂腳巷口                | 投66線        | 魚池鄉大雁村         | 大雁巷、大雁巷口               | 台21線                        | 1.6    |              |
| 投67線   | 埔里市區～九族文化村 | 埔里鎮同聲里、南門里 | 南盛街、民生路、中山路二段口      | 台14線舊線    | 魚池鄉大林村         | 金山巷（本線終點）             | 金山巷                        | 14.049 | [ 1 ] [ 12 ] |
| 投68線   | 北山坑～桃米坑       | 國姓鄉北山村         | 種瓜路、南港路口                  | 147線         | 埔里鎮桃米里         | 種瓜路、桃米巷口               | 投64線                        | 8.985  | [ 13 ]       |
| 投69線   | 內底林～松柏崙       | 埔里鎮麒麟里         | 中正路、武界路口                  | 投71線        | 魚池鄉水社村         | 金天巷/中正路                  | 台21甲線                      | 18.498 | [ 1 ]        |
| 投69-1線 | 外加道城～中庄         | 魚池鄉共和村         | 碧山巷、五馬巷路口                | 131線         | 魚池鄉共和村         | 中興巷、中興巷路口             | 投69線                        | 2.5    | [ 1 ]        |
| 投69-2線 | 長寮尾～東光         | 魚池鄉東光村         | 水尾巷、五馬巷路口                | 131線         | 魚池鄉東光村         | 水尾巷、中興巷路口             | 投69線                        | 1.542  |              |
| 投69-3線 | 東光～頂城           | 魚池鄉東光村         | 興善巷、中興巷路口                | 投69線        | 魚池鄉東光村         | 興善巷（本線終點）             | 興善巷，通往大觀發電廠        | 1.1    |              |
| 投70線   | 紅仙水～中坑         | 埔里鎮麒麟里         | 過坑路、中正路口                  | 投69線        | 埔里鎮麒麟里         | 過坑路、武界路口               | 投71線                        | 3.102  |              |
| 投71線   | 水廍子～武界         | 埔里鎮水頭里         | 中正路、水頭路口                  | 131線         | 仁愛鄉萬豐村         | 新武界隧道～萬豐隧道之間       | 投83線                        | 19.010 | [ 14 ]       |
| 投72線   | 珠子山～內底林       | 埔里鎮珠格里         | 珠生路、珠崙巷口                  | 舊投67線      | 埔里鎮麒麟里         | 東潤路、武界路口               | 投71線                        | 4.323  |              |
| 投72-1線 | 壽全橋～愛蘭橋       | 埔里鎮水頭里         | 南環路、珠生路口                  | 投72線        | 埔里鎮愛蘭里         | 南環路、中山路三段路口         | 台14線 台21線                 | 3.83   |              |
| 投73線   | 小埔社～愛蘭         | 埔里鎮廣城           | 永豐路、西安路二段口              | 台21線        | 埔里鎮愛蘭里         | 鐵山路、中山路三段口           | 台14線 台21線                 | 9.765  |              |
| 投75線   | 獅子頭～埔里市區     | 埔里鎮廣城里         | 中正路、西安路二段路口            | 台21線        | 埔里鎮西門里         | 中正路、信義路路口             | 台14線 台21線                 | 4.717  |              |
| 投76線   | 獅子頭～牛眠庄         | 埔里鎮史港里         | 獅子路、西安路二段路口            | 台21線        | 埔里鎮牛眠里         | 福興路、西安路二段路口         | 台21線                        | 3.597  |              |
| 投78線   | 四角城～大湳         | 埔里鎮牛眠里         | 成功路、西安路二段路口            | 台21線        | 埔里鎮大湳里         | 大湳路、中山路一段路口         | 台14線                        | 3.893  |              |
| 投79線   | 大湳～彈藥庫營區     | 埔里鎮大湳里         | 鯉魚路、中山路一段路口            | 台14線        | 埔里鎮蜈蚣里         | 鯉魚路末端（本線終點）         | 營區道路                      | 3.097  | [ 15 ]       |
| 投80線   | 梅林～惠蓀林場       | 國姓鄉北港村         | 北原路                            | 台21線        | 仁愛鄉新生村         | 林場道路行車終點（本線終點）   | 中興大學實驗林道（僅能步行）  | 14.309 |              |
| 投81線   | 八蟠崎～坪頭         | 埔里鎮合成里         | 北村路、西安路三段路口            | 台21線        | 埔里鎮向善里         | 向善路、中山路三段路口         | 台14線                        | 9.088  | [ 16 ]       |
| 投82線   | 國姓市區～北竹坑     | 國姓鄉國姓村         | 民生路、國姓路路口                | 133線         | 國姓鄉國姓村         | 竹坑巷（本線終點）             | 農投國44號農路                | 2.21   |              |
| 投83線   | 霧社～萬豐隧道       | 仁愛鄉大同村         | 大安路、中正路口                  | 台14線        | 仁愛鄉萬豐村         | 新武界隧道～萬豐隧道之間       | 投71線                        | 23.820 |              |
| 投84線   | 石門～浦尾           | 國姓鄉石門村         | 國姓路、大長路路口                | 133線         | 國姓鄉北港村         | 長北路、長北路口               | 台21線                        | 4.721  |              |
| 投85線   | 靜觀～廬山           | 仁愛鄉合作村         | 平生路（本線起點）                | 合作國小門口  | 仁愛鄉精英村         | 合作產業道路、富貴路口         | 台14線                        | 9.640  |              |
| 投86線   | 施厝坪～半路厝子     | 南投市福山里           | 石頭公步道（縣界）                | 彰86線        | 南投市新興里         | 成功三路、彰南路三段路口       | 台3甲線                       | 5.761  | [ 17 ]       |
| 投87線   | 春陽～廬山溫泉       | 仁愛鄉精英村         | 榮華巷/虎門巷路口                 | 台14線        | 仁愛鄉精英村         | 榮華巷尾端（本線終點）         | 廬山吊橋                      | 1.103  | [ 18 ]       |
| 投88線   | 湖水～大厝內         | 南投市鳳山           | 湖水巷（縣界）                    | 彰78-2線      | 南投市鳳山           | 湖水巷、八卦路口               | 139線                         | 1.039  | [ 19 ]       |
| 投89線   | 天池～力行檢查哨     | 仁愛鄉翠華村         | 福壽路（縣/市界）                 | 中131線       | 仁愛鄉大同村         | 力行產業道路、仁和路路口       | 台14甲線                      | 53.227 | [ 18 ]       |
| 投90線   | 六分寮～草尾嶺       | 南投市鳳鳴里         | 鳳鳴路（縣界）                    | 彰82線        | 南投市鳳鳴里         | 八卦路某巷（本線終點）         | 產業道路通往南崗工業區        | 2.682  | [ 20 ]       |
| 投92線   | 一東寮～烏溪南岸     | 草屯鎮新豐里         | 溪南路/溪岸路（縣界）             | 彰188線       | 草屯鎮新豐里         | 溪南路、中正路口               | 台3線                         | 2.2    | [ 21 ]       |
| 投93線   | 初鄉～初鄉頭         | 鹿谷鄉初鄉村         | 中村巷、仁愛路口                  | 131線         | 鹿谷鄉初鄉村         | 中村巷（本線終點）             | 八通關古道社寮線              | 2.703  | [ 22 ]       |
| 投95線   | 溪頭～杉林溪         | 鹿谷鄉內湖村         | 羊彎巷、興產路口                  | 151線         | 竹山鎮大鞍村         | 溪山路（本線終點）             | 杉林溪園區道路                | 16.253 | [ 23 ]       |
| 投97線   | 長豐村～大茅坪       | 國姓鄉長豐村         | 東三巷、大長路口                  | 台21線        | 國姓鄉長豐村         | 長興產業道路                   | 續行可銜接中95線              | 9.002  | [ 24 ]       |
| 投99線   | 水尾～苦瓜寮         | 鹿谷鄉初鄉村         | 森豐路、仁愛路口                  | 131線         | 鹿谷鄉秀峰村         | 森豐路（本線終點）             | 道路終止                      | 3.145  | [ 25 ]       |
| 投101線  | 秀峰～ 麒麟潭        | 鹿谷鄉秀峰村         | 鳳鵬巷、仁愛路口                  | 131線         | 鹿谷鄉彰雅村、永隆村 | 麒麟路、仁義路路口             | 投56線                        | 9.677  | [ 26 ]       |

## 廢除路線和舊線
| 編號     | 起點鄉鎮 | 起點地名                  | 迄點鄉鎮 | 迄點地名                   | 里程( km) | 備註                     |
| 投12線   | 南投市   | 平林橋（台14丁線岔路）    | 草屯鎮   | 頭前厝（台14乙線舊路岔路） | 1.881     | 已於2007年公告取消此路線 |
| 投23線   | 南投市   | 橫山（139線岔路）         | 名間鄉   | 赤水（150線岔路）          | 4.643     | 已於1994年公告解編       |
| 投38線   | 名間鄉   | 赤水（150線岔路）         | 名間鄉   | 名間市區（台3線岔路）      | 10.200    | 已於1994年公告解編       |
| 投46-2線 | 竹山鎮   | 竹山工業區（投46線岔路）  | 竹山鎮   | 埔心子（台3線岔路）        | 1.103     | 已於2007年公告解編       |
| 投77線   | 埔里鎮   | 牛相觸（台14線岔路）      | 埔里鎮   | 暨南國際大學               | 2.800     | 已於2007年公告解編       |
| 投94線   | 竹山鎮   | 投雲縣界（（158甲線岔路） | 竹山鎮   | 投雲縣界（149線岔路）      | 3.018     | 已於2007年公告解編       |